# تو این عشق رو می‌دونی
«تو این عشق رو می‌دونی» تک‌آهنگی از پیت‌بول، خوانندهٔ کوبایی-آمریکایی است که در ۲۸ نوامبر ۲۰۱۱ منتشر شد.